# Associazione Calcio Bellaria Igea Marina 2012-2013
Questa pagina raccoglie le informazioni riguardanti l'Associazione Calcio Bellaria Igea Marina nelle competizioni ufficiali della stagione 2012-2013.

## Rosa
| N. |                    | Ruolo | Calciatore             |
| -- | ------------------ | ----- | ---------------------- |
|    | Italia (bandiera)  | C     | Antonio Angelino       |
|    | Italia (bandiera)  | A     | Marco Bernacci         |
|    | Ghana (bandiera)   | A     | Hibraima Thiam Bongura |
|    | Italia (bandiera)  | A     | Francesco Calautti     |
|    | Italia (bandiera)  | A     | Alessandro Camporesi   |
|    | Italia (bandiera)  | C     | Luca Cassese           |
|    | Italia (bandiera)  | P     | Giulio Cavallari       |
|    | Italia (bandiera)  | P     | Mario Cece             |
|    | Italia (bandiera)  | C     | Giuseppe De Luca       |
|    | Italia (bandiera)  | D     | Matteo Fabi Cannella   |
|    | Senegal (bandiera) | A     | Ameth Fall             |
|    | Italia (bandiera)  | C     | Matteo Famà            |
|    | Italia (bandiera)  | D     | Enrico Fantini         |
|    | Italia (bandiera)  | C     | Marco Fiore            |
|    | Italia (bandiera)  | C     | Ciro Foggia            |
|    | Italia (bandiera)  | D     | Adolfo Gerolino        |
|    | Italia (bandiera)  | C     | Giulio Grifoni         |
|    | Italia (bandiera)  | D     | Marco Liguori          |
|    | Italia (bandiera)  | D     | Giordano Maccarone     |
|    | Italia (bandiera)  | D     | Nicola Maniero         |
|    | Italia (bandiera)  | C     | Marco Mariani          |

| N. |                   | Ruolo | Calciatore             |
| -- | ----------------- | ----- | ---------------------- |
|    | Italia (bandiera) | D     | Riccardo Martinelli    |
|    | Italia (bandiera) | A     | Ferdinando Mastroianni |
|    | Italia (bandiera) | A     | Alessio Mastromarino   |
|    | Italia (bandiera) | D     | Roberto Masullo        |
|    | Italia (bandiera) | P     | Vincenzo Melillo       |
|    | Italia (bandiera) | C     | Gianluca Migliore      |
|    | Italia (bandiera) | A     | Francesco Nicastro     |
|    | Ghana (bandiera)  | A     | Ephraim O'Neal         |
|    | Italia (bandiera) | C     | Edoardo Pacini         |
|    | Italia (bandiera) | C     | Giuseppe Perrino       |
|    | Italia (bandiera) | C     | Marco Rapado           |
|    | Italia (bandiera) | D     | Luigi Riccardi         |
|    | Italia (bandiera) | C     | Valerio Nicolò Rosseti |
|    | Italia (bandiera) | P     | Andrea Rossini         |
|    | Italia (bandiera) | A     | Francesco Stella       |
|    | Italia (bandiera) | A     | Marco Tattini          |
|    | Italia (bandiera) | D     | Andrea Ulizio          |
|    | Italia (bandiera) | D     | Andrea Venneri         |
|    | Italia (bandiera) | C     | Mattia Zaccagni        |
|    | Italia (bandiera) | A     | Fabio Zamblera         |